# بيرييتوس (لاريسا)
بيرييتوس (Πυργετός) هي مدينة في لاريسا في مقاطعة فوريا إلادا في اليونان.